# Ouzoun-Kol
L'Ouzoun-Kol (en russe : Узункёль, ce qui vient de  l'altaï Узун Кӧль signifiant « long ») est un lac de haute montagne situé dans l'Altaï au centre-est de la république de l'Altaï, en Russie. Il dépend du territoire administratif du raïon d'Oulagan, et se situe à mi-chemin entre les villages d'Aktach et d'Oulagan. Son code au registre national des eaux de Russie est 13010100311115100000311. Un camping est situé au nord-est du lac pour les visiteurs.

## Géographie

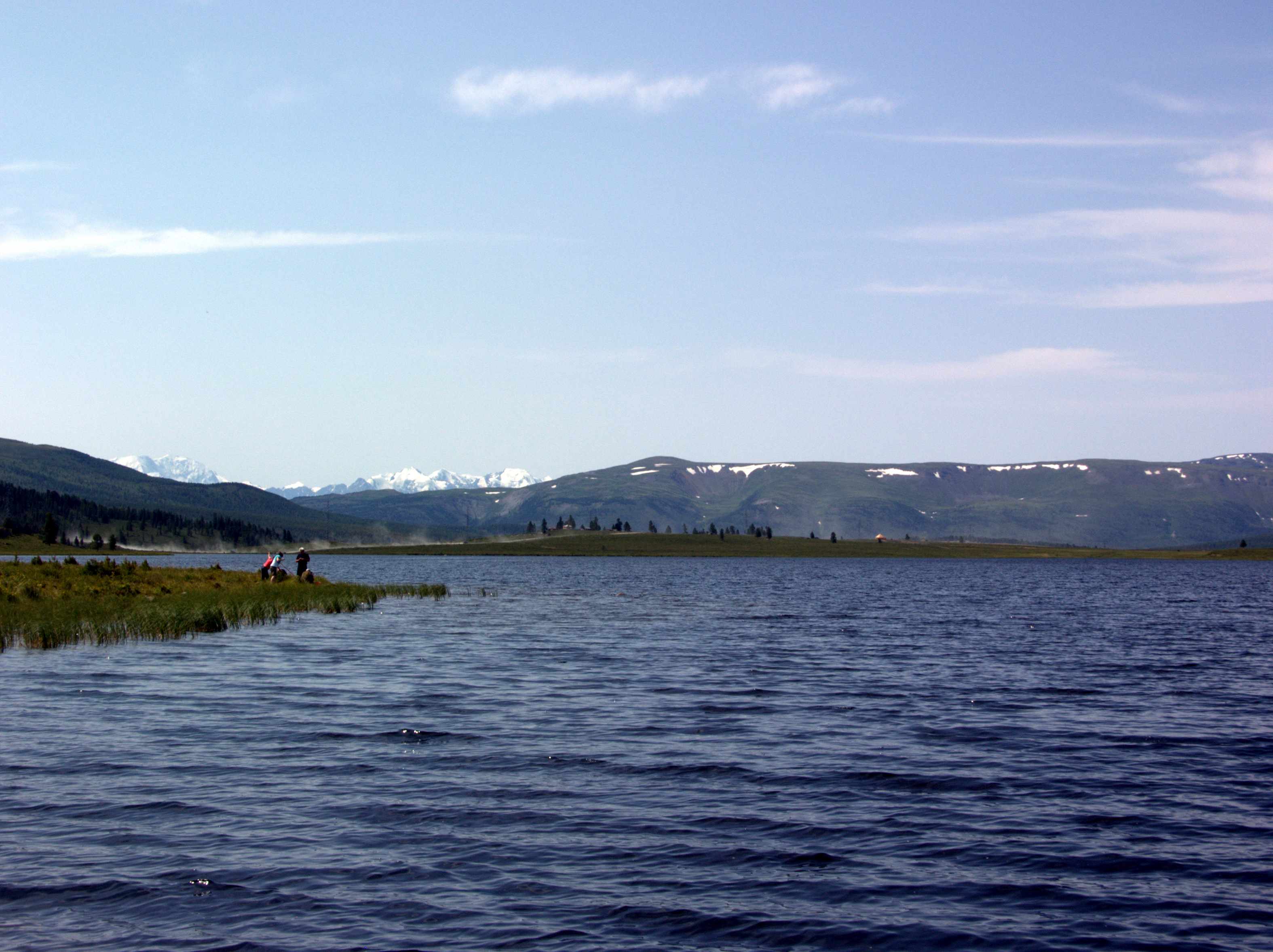
Le lac avec à l'est (ici à gauche) un marécage et en arrière-plan la chaîne d'Aigoulak. On distingue au fond les pics de la Tchouïa du Nord.

Le lac se situe dans l'Altaï, et plus précisément sur le plateau d'Oulagan, à environ 2000 mètres d'altitudes, contenant de nombreux lacs. Le lac jouxte la route reliant Aktach à Oulagan, et le col d'Oulagan se situe juste au nord-est du lac. Le lac et le plateau sont entourés au sud-est par la chaîne de Kurai, et à l'ouest et au sud-ouest par la chaîne d'Aigoulak.
L'Ouzoun-Kol s'est formé dans une dépression d'une faille tectonique, celle de la faille de Tcheïbek-Kol, qui a aussi donné le lac éponyme. L'Ouzoun-kol est ainsi un des rares lac de l'altaï à s'être formé de cette manière. Mais ce lac de rift est aussi un lac glaciaire, car durant les précédentes glaciations, un glacier occupait l'endroit et a creusé la dépression. Le lac s'est ainsi formé grâce à deux importants facteurs.
Le lac est de forme oval très étiré vers le sud et le nord. Ses rives sont très hétérogènes, alors que sa rive ouest est un marécage formé quand le lac était plus grand (il y en a aussi sur les autres rives, mais plus petits), les pentes à l'est et au nord sont souvent abruptes et peuvent atteindre 300 mètres de dénivelé. Le lac se situe dans une zone riche en granite, schiste et porphyre.

### Hydrographie
Le lac est la source de la rivière Kayatchek, qui, une fois avoir traversé plusieurs petits lacs, se jette dans la Tchibitka, affluent de la Katoun. Le lac est le plus grand du bassin de la Tchibitka. L'Ouzoun-Kol est alimenté à la fois par la fonte des neiges au printemps, par plusieurs ruisseaux ainsi que par les eaux souterraines.

## Faune et flore

### Faune
Le lac possède une faune riche, ce qui attire les pêcheurs, avec pour les poissons des perches communes, des Oreoleuciscus potanini (osmans de l'Altaï), des ombres de sibérie, des coregonus peled, de nombreux vairons ainsi que des truites de lac.
Parmi les oiseaux, on retrouve des bécassines des marais, des anatidés et des oies cendrées. Quant-aux mammifères bordant le lac, on retrouve des loups, des zibelines, des visons de sibérie, des rennes, des carcajous ou encore des lièvres variables. Il y aussi des lynxs boréaux, des porte-musc de Sibérie ainsi que des ours bruns.

### Flore
Outre le marécage à l'ouest, les rives du lacs sont peuplés de forêts (sauf au sud) où on retrouve des bouleaux nains, avec des mousses de rennes (des lichens), des cèdres et des mélèzes de sibérie.

## Galerie

Lac Ouzoun-Kol
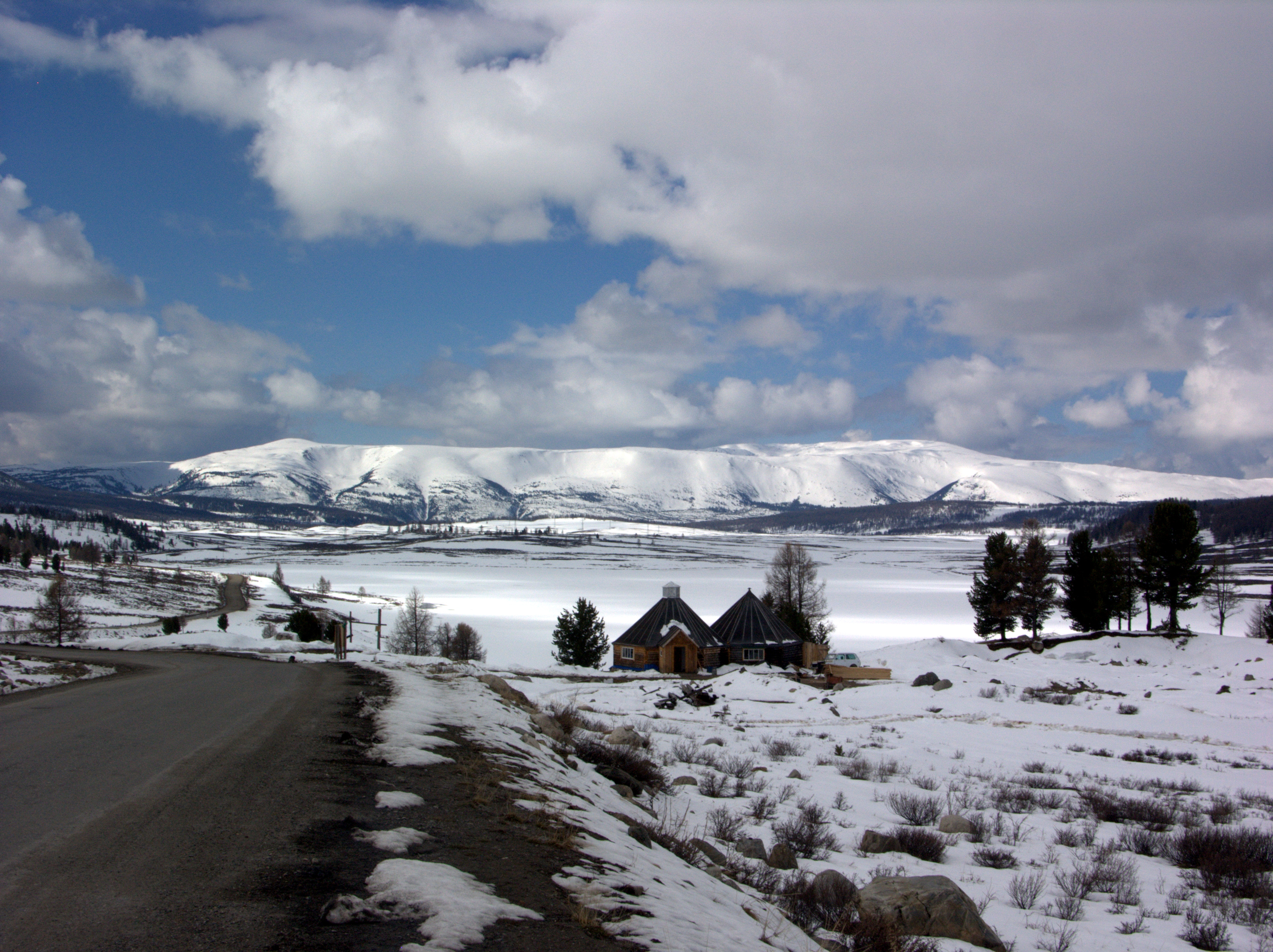
Le lac glacé en hiver.
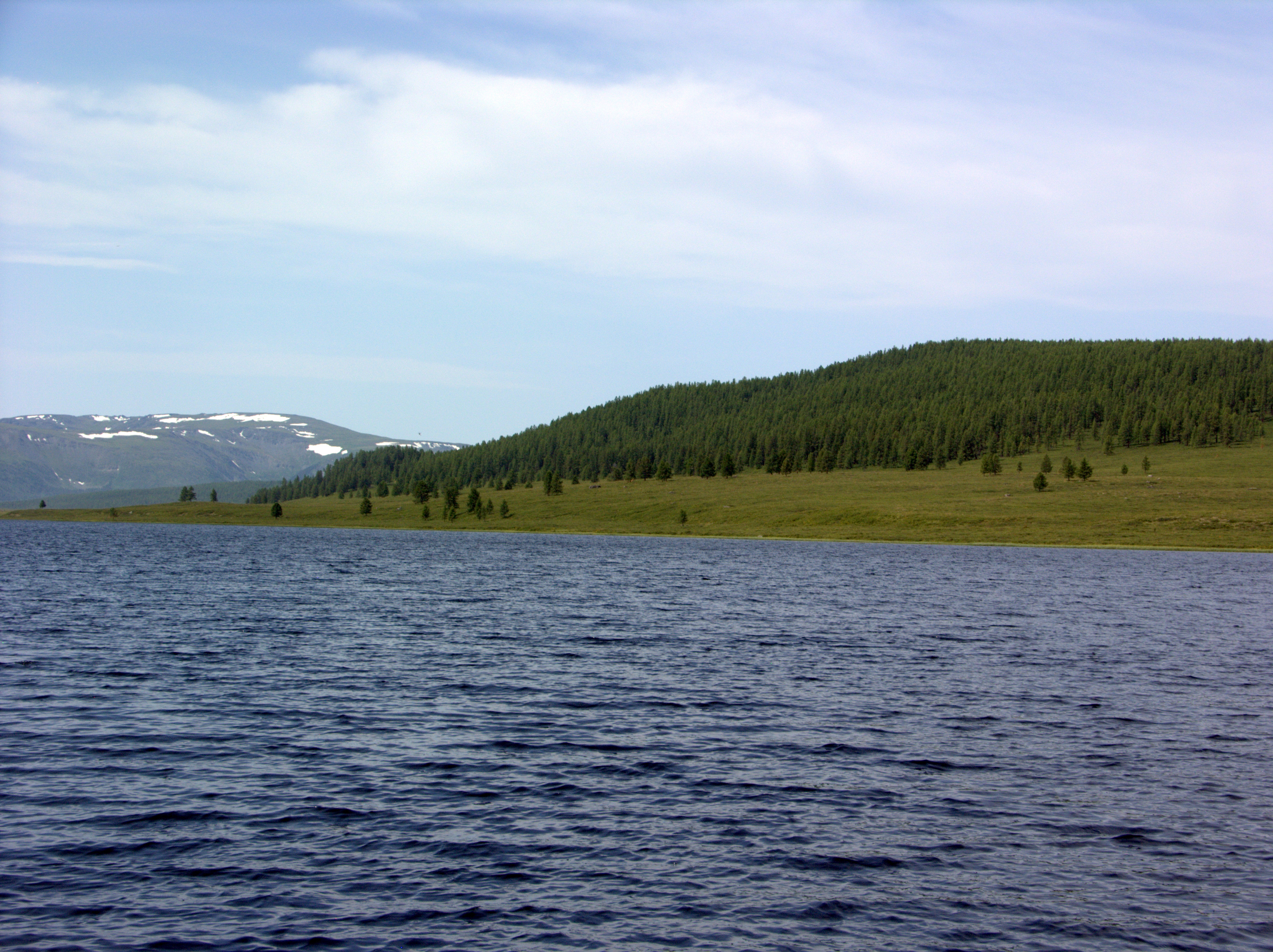
le lac avec une forêt et la chaîne d'Aigoulak au fond.
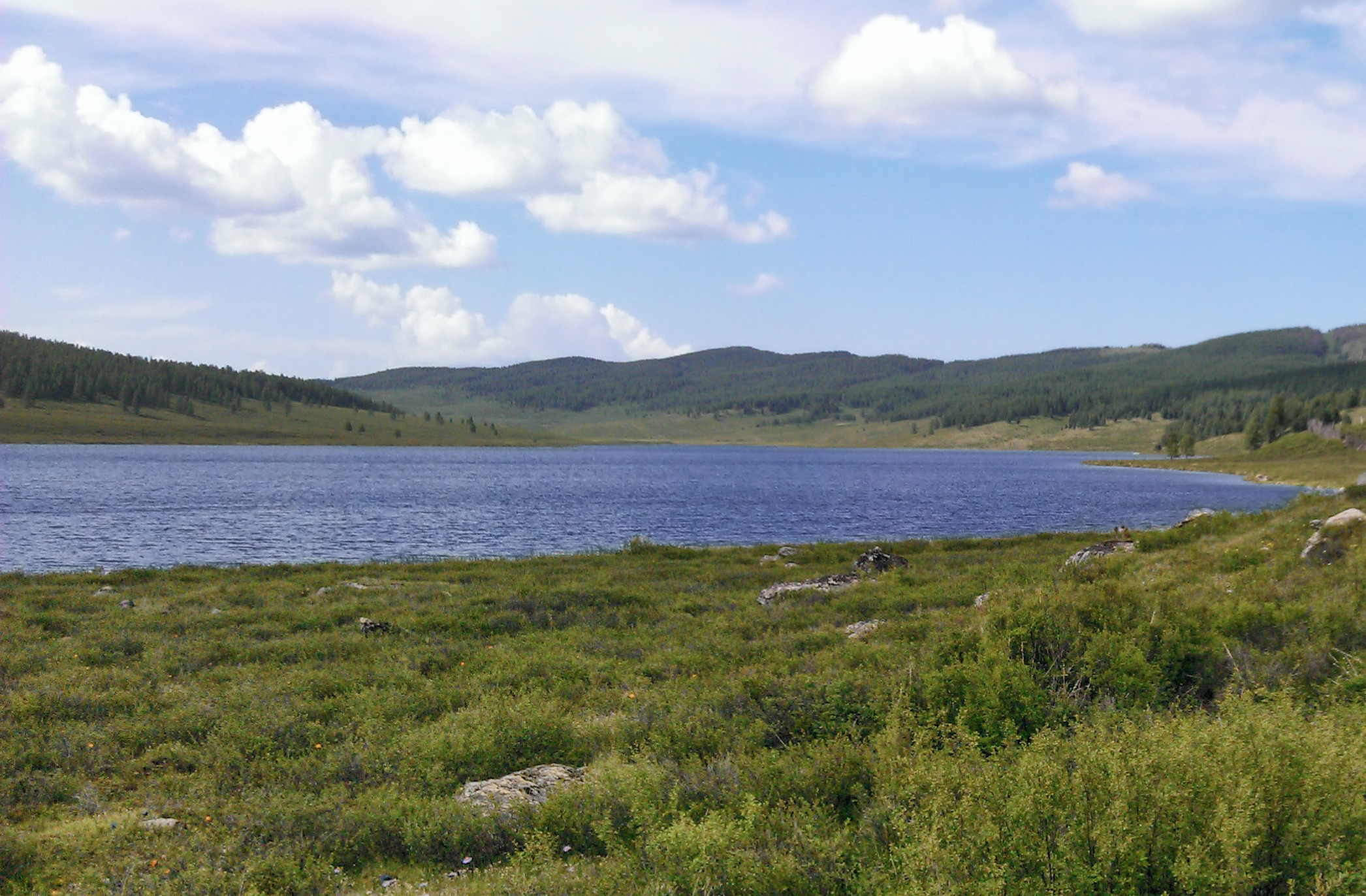
Le lac, vue vers le nord.
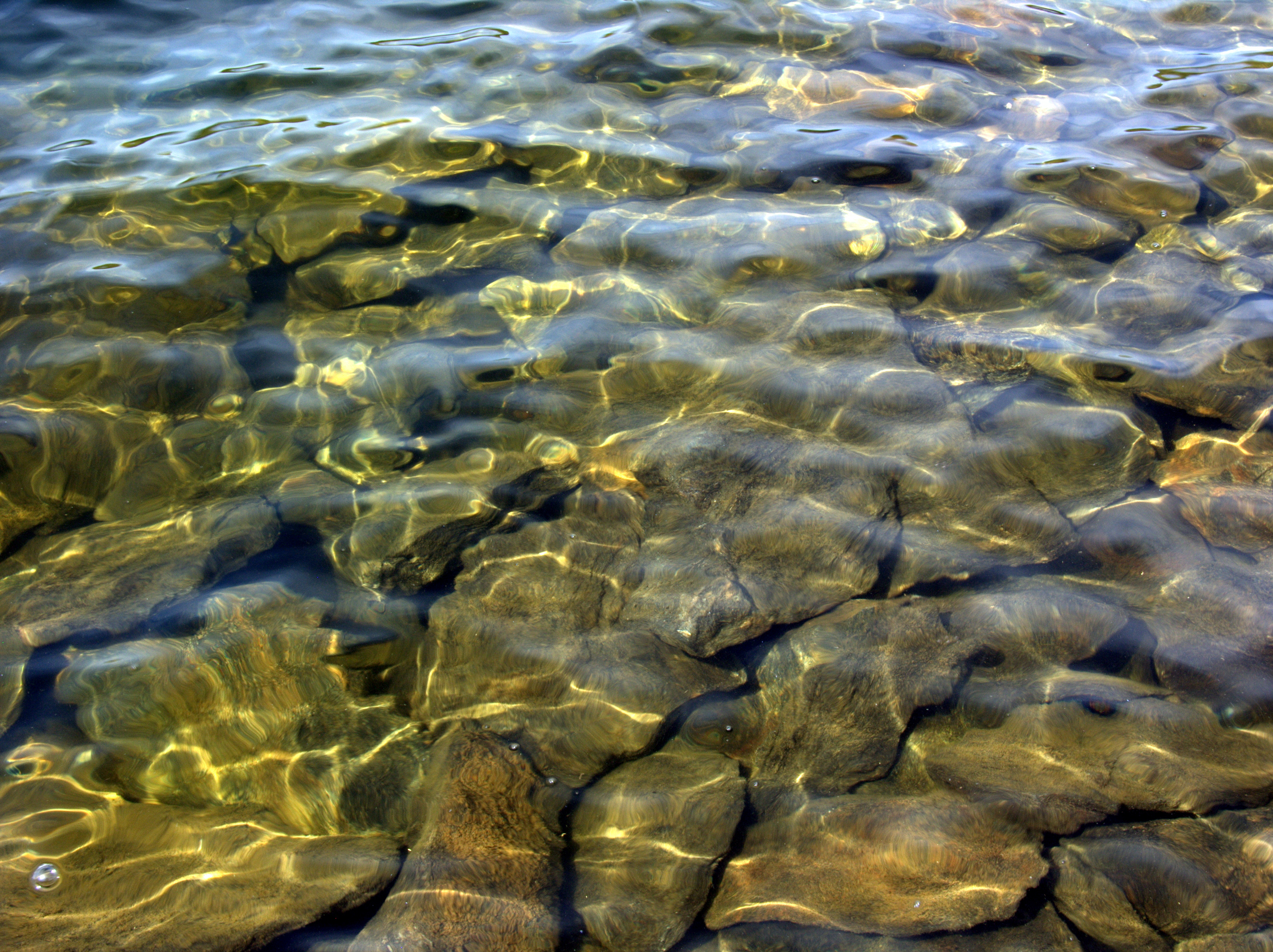
Eau clair du lac.
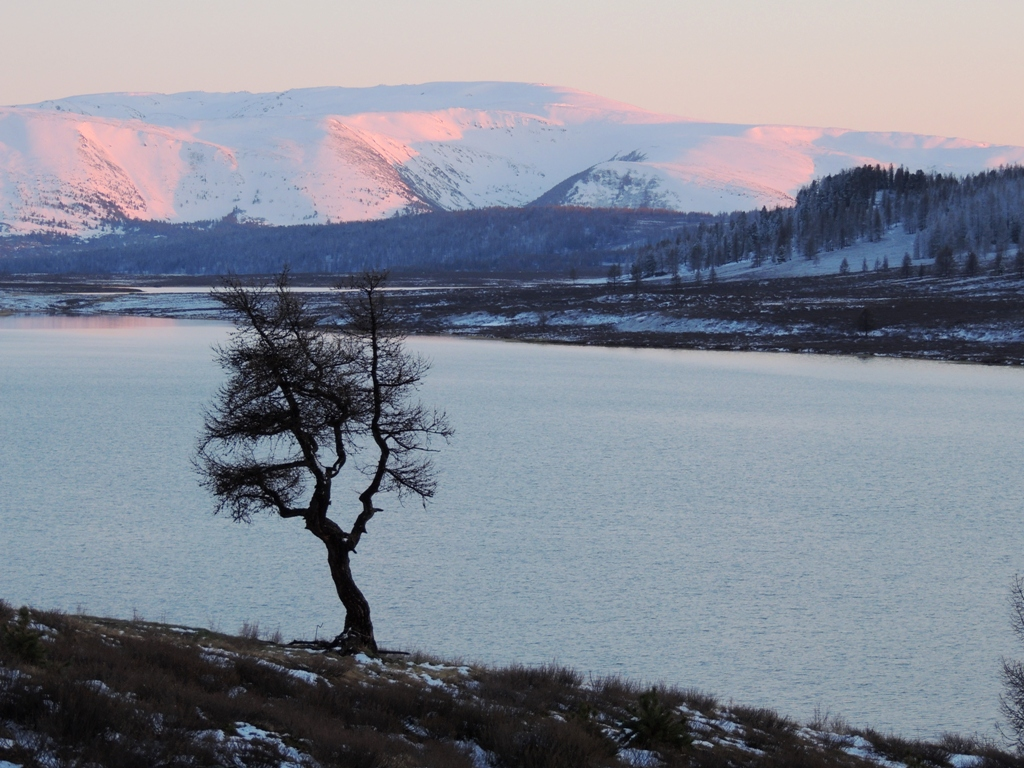
Le lac en hiver, non-glacé.